# Cơm chiên Dương Châu
Cơm chiên Dương Châu (chữ Hán: 扬州炒饭) là một loại cơm chiên nổi tiếng thế giới, là một món ăn ngon và nổi tiếng đến nỗi hầu như tất cả các nhà hàng Trung Quốc nào cũng có. Món ăn này được xuất phát từ triều đại nhà Thanh của Trung Quốc vào năm 1754. Cơm chiên này được đặt tên là Dương Châu là do đặt theo tên của vùng Dương Châu, tương truyền là do ông Y Bỉnh Thụ của thời nhà Thanh tạo ra chứ món này không bắt nguồn từ thành phố Dương Châu.

## Thành phần chính
- Cơm được chiên vàng hoặc đỏ
- Xá xíu được thái nhỏ
- Một con tôm sú nướng (không bắt buộc)
- Lạp xưởng cắt nhỏ
- Chả lụa cắt nhỏ
- Trứng chiên
- Một ít đậu Hà Lan
- Một ít cà rốt

Ngoài ra cũng có thể cho mực, bắp cải, cà chua, hành và xì dầu (nước tương) vào món ăn này.